# لی کانهام
 لی کانهام (انگلیسی: Leigh Canham؛ زاده ۱۹۵۸) یک فیزیک‌دان اهل بریتانیا است.